# خفاش میوه‌خوار ماریانا
خفاش میوه خوار ماریانا (نام علمی: Pteropus mariannus) نام یک گونه از سرده روباه پرنده است. این گونه خفاش در جزایر ماریانا و آبسنگ حلقوی آتول واقع در جزایر کارولین یافت می‌شود. زیستگاه این گونه محدود است. ابن گونه به خاطر شکار غیرقانونی و شکار آن به عنوان غذا نسل آم را در سراشیبی انقراض کامل فرو برده است. اندازه این گونه ۱۳٫۴ تا ۱۵٫۶ سانتی‌متر می‌رسد.